# General Electric
General Electric (сокр. GE, [ˈdʒɛnəɹəl ɪˈlɛktɹɪk], «Дженерал электрик») — американская многоотраслевая корпорация, производитель многих видов техники, включая авиационные двигатели, энергетические установки (в том числе и атомные реакторы) и газовые турбины, в прошлом также выпускала медицинское оборудование, фототехнику, бытовую и осветительную технику, пластмассы и герметики, а также широкий спектр продукции военного назначения, от стрелкового оружия и бронетехники до военно-космических систем и ядерных боеголовок.
Штаб-квартира компании с 2016 года была расположена в Бостоне (штат Массачусетс, США).
2 апреля 2024 года General Electric завершила разделение на три независимые компании: GE Aerospace (авиадвигатели), GE Vernova (энергетическое оборудование) и GE HealthCare (медицинское оборудование).

## История
Компания основана в 1878 году изобретателем Томасом Эдисоном и Гросвенором Лаури; первоначально она называлась «Эдисон электрик лайт», («Электрическое освещение Эдисона»), поскольку целью её создания было разработка системы освещения с помощью электричества (а не керосина, как это было распространено в то время). Два основных элемента этой системы были изобретены в 1879 году, электрическая лампочка, в которой ток накалял обугленную бамбуковую нить, и динамо-машина (генератор постоянного тока). Впервые такая система была установлена на пароходе «Колумбия» в 1880 году. В то же время подобными исследованиями занимались Элиу Томсон и Эдвин Хьюстон, но для освещения они использовали дуговую лампу и переменный ток. В 1892 году их компания «Томсон-Хьюстон электрик» объединилась с компанией Эдисона под названием General Electric Company, её акции сразу были размещены на Нью-Йоркской фондовой бирже. В том же году Эдисон ушёл из компании, в 1894 году продал свои акции в ней, оставшись лишь консультантом. Первым президентом объединённой компании стал Чарльз Коффин из компании Томсона-Хьюстона. Помимо освещения, компания также занималась электрификацией железных дорог, трамваями, генераторами переменного тока и линиями электропередач. Единственным серьёзным конкурентом была компания Westinghouse Electric, но с ней в 1896 году было заключено соглашение об обмене патентами. В 1900 году в Скенектади (штат Нью-Йорк) компания основала первую в США промышленную лабораторию. В 1903 году была куплена Stanley Electric Manufacturing Company, производитель трансформаторов (её основатель, Уильям Стэнли, изобрёл трансформатор). С 1904 года вместо бамбуковой нити начали использовать металлизированный уголь, а несколько лет спустя — вольфрамовую нить, после того, как Уильям Дэвид Кулидж, исследователь компании, нашёл способ делать тугоплавкие металлы более ковкими. В 1913 году Кулидж изобрёл вакуумную рентгеновскую трубку (трубку Кулиджа), а Ирвинг Ленгмюр, также из лаборатории General Electric, обнаружил, что лампы, заполненные инертным газом, служат дольше и не темнеют со временем. Усовершенствования затронули также и способы получения электрического тока, в 1901 году в компании изготовили первую работоспособную высокоскоростную паровую турбину (на 500 кВт при 1200 оборотов в минуту, до этого турбины работали на скорости порядка 100 оборотов в минуту). В 1903 году компания установила в Чикаго турбину на 5 МВт, к 1910 году суммарная мощность продававшихся компанией генераторов достигла миллиона кВт ежегодно. Также расширялся ассортимент электротоваров, к лампочкам и вентиляторам в 1905 году был добавлен тостер, в 1911 году — промышленный холодильник, а шесть лет спустя — экспериментальный бытовой холодильник; массовое производство бытовых холодильников началось в конце 1920-х годов.
В 1919 году General Electric вместе с AT&T и Westinghouse учредила Американскую радиокорпорацию (Radio Corporation of America, RCA), в 1922 году запустила свою радиостанцию, WGY. Также в это время в лаборатории General Electric были усовершенствованы электронная лампа, громкоговоритель и технология записи звука на плёнку. Сотрудничество с министерством обороны США началось в 1913 году, когда компании было поручено разработать судно с турбинным двигателем; в 1915 году первое такое судно было спущено на воду. Также за несколько лет компания электрифицировала весь военно-морской флот США. Против компании, однако, велись и антимонопольные преследования: в 1924 году компанию обязали продать коммунальные электростанции, в 1930 году она вышла из состава Radio Corporation of America.
В конце 1920-х — начале 1930-х годов компания представила на рынок миксеры, пылесосы, кондиционеры, стиральные и посудомоечные машины; в 1932 году было основано подразделение по кредитованию покупок бытовой техники. Также в 1932 году Ирвинг Ленгмюр получил Нобелевскую премию за исследования в сфере поверхностной химии. В 1930-х годах компанией были разработаны выпрямитель тока, электронно-лучевая трубка, ртутная лампа (1934 год), флуоресцентная лампа (1938 год) и другие инновации. В 1939 году General Electric продемонстрировала Федеральной комиссии по телекоммуникациям преимущества частотной модуляции (FM) перед амплитудной, в следующем году начала работу первая FM-радиостанция.
За годы Второй мировой войны выручка компании учетверилась, GE выпускала более 50 различных видов радаров, было произведено свыше 1500 силовых установок для военных и торговых судов. В 1942 году были проведены испытания первого реактивного двигателя, в том же году на его основе был выпущен первый в США реактивный самолёт Bell XP-59, к концу войны компанией был разработан турбореактивный двигатель.
После окончания войны компания вернулась к выпуску гражданской продукции, но антимонопольный комитет обнаружил, что на GE приходится 85 % продаж электрических лампочек (55 % собственного производства и ещё 30 % по лицензии); в 1949 году компанию обязали передать связанные с ними патенты другим компаниям. В 1940-х годах в лаборатории GE была разработана технология производства силиконов в больших количествах, в 1947 году был открыт завод; силиконы используются при производстве герметиков и смазочных материалов. Также в середине 1940-х годов лаборатория начала исследования в области атомной энергетики, в 1955 году на воду была спущена атомная подводная лодка Seawolf с реактором, изготовленным General Electric. В 1957 году компания получила лицензию на строительство атомного реактора первой в США частной АЭС. Также в этом году было завершено строительство крупного завода по производству бытовой техники в Луисвилле (Кентукки). Разработки 1950-х включают автопилот для реактивных самолётов, поликарбонатную смолу Lexan, первый полностью транзисторный радиоприёмник, газовые турбины для электростанций, технологию по производству технических алмазов. Наименее успешным проектом этого десятилетия стал выход на рынок ЭВМ, подразделение по разработке компьютеров было продано Honeywell в 1971 году.
В 1961 году GE стала крупнейшей из 29 компаний, обвинённых в картельном сговоре на рынке электрооборудования, компания была оштрафована на 500 тысяч, ещё 50 млн выплатила коммунальным компаниям, покупавшим оборудование по завышенным ценам, несколько членов руководства были уволены, трое получили тюремные сроки. Компания активно участвовала в проекте «Аполлон», в нём было задействовано более 6 тысяч сотрудников GE. В конце 1960-х годов началась масштабная реорганизация компании, из более 200 операционных единиц было сформировано 43, сгруппированные по направлениям деятельности и эффективности работы (растущие, стабильные и убыточные). Завершив реорганизацию, GE в декабре 1976 года осуществила крупнейшую корпоративную покупку на то время. заплатив 2,2 млрд долларов за горнодобывающую компанию Utah International, с интересами в угле, меди, уране, железной руде, нефти и газе; 80 % её активов находились вне США, в первый же год на неё пришлось 18 % выручки General Electric. В 1973 году Айвар Джайевер стал вторым сотрудником компании, получившим Нобелевскую премию (в соавторстве за исследования в области сверхпроводимости).
В середине 1970-х годов компания потратила около полумиллиарда долларов на покупку компаний в сфере информационных технологий, стараясь наверстать своё отставание в этой сфере. К концу 1970-х годов интерес к атомной энергетике упал, это направление компании в 1980 году было свёрнуто, с этих пор GE ограничивалась производством топлива, обслуживанием существующих реакторов и исследованиями в области атомной энергетики.
Хотя за 1970-е годы оборот компании утроился, рост курса акций был незначительным, инвесторы считали, что компания настолько увязана в самые разные аспекты экономики США, что не сможет опередить её по темпам роста. Опровергнуть это мнение попытался Джек Уэлч, возглавивший компанию в 1981 году и начавший новую реорганизацию. Было куплено 338 компаний (за 11,1 млрд долларов) и продано 232 компании (за 5,9 млрд долларов). Его целью было сделать General Electric лидером во всех отраслях, которыми занималась компания. Особое внимание Уэлч уделял финансовому подразделению, основанному в 1943 году как General Electric Credit Corporation, уже к 1984 году его активы достигли 16 млрд долларов, сфера его деятельности была расширена на страхование, операции с недвижимостью и лизинг. Началась массовая автоматизация производства, на модернизацию одного только завода по производству локомотивов в Пенсильвании было потрачено 300 млн долларов. Также было заключено соглашение с японской компанией Hitachi о производстве и продаже промышленных роботов в США. В 1984 году Utah International была продана австралийской BHP; к этому времени она стала одной из крупнейших компаний по добыче угля в Австралии, но самым перспективным активом была чилийская медная шахта Эскондида (Escondida), в 1981 году на ней были подтверждены крупные запасы меди, в 1990 году началась их промышленная разработка, вскоре она вошла в тройку крупнейших в мире по уровню добычи.
В 1986 году за 6,4 млрд долларов была куплена RCA, соучредителем которой в 1919 году была General Electric; к этому времени она включала NBC, крупнейшую телевизионную сеть США. В этом же году финансовое подразделение было укреплено покупками Employers Reinsurance Corporation (Корпорации по перестрахованию работодателей) за 1,1 млрд и инвестиционного банка Kidder Peabody and Company (был продан в 1994 году). После этих поглощений услуги и высокие технологии приносили 80 % выручки компании, при этом 20 % давали оборонные контракты. Тем временем промышленное производство приходило в упадок, хуже всего обстояли дела в группе авиационных двигателей, в начале 1990-х там было сокращено половина персонала. Около пятой части доходов от продажи продукции и услуг в начале 1990-х годов составляли военные заказы федеральных властей США (без учёта иностранных заказов вооружения и военной техники).
К середине 1990-х годов General Electric стала самой прибыльной компанией в США, выручка в 1994 году достигла 70 млрд долларов, а в 1998 году — 100 млрд, рыночная капитализация в 1996 году превысила 100 млрд долларов (в этот год компания отмечала 100-летний юбилей включения в Промышленный индекс Доу Джонса). Около половины выручки к этому времени приносило финансовое подразделение GE Capital. В 1990-е годы GE активизировалась на международной арене, было потрачено около 30 млрд долларов на поглощение 130 компаний в Европе, также было сделано несколько крупных приобретений в Японии (лизинговая компания Japan Leasing Corporation, страховая компания Toho Mutual Life Insurance), и Бразилии (DAKO S.A., крупнейший в стране производитель газовых плит). В конце 1990-х годов началось массовое закрытие предприятий и перенос производства в страны с дешёвой рабочей силой. Ко времени ухода Уэлча в 2001 году рыночная капитализация достигла 505 млрд долларов, уступая только Microsoft, за 20 лет его правления оборот вырос с 27,2 млрд до 130 млрд долларов, чистая прибыль — с 1,6 млрд до 12,7 млрд. Финал карьеры Уэлча несколько испортила сорвавшаяся сделка слияния с Honeywell стоимостью 45 млрд долларов (её заблокировала Еврокомиссия). Вместо этого была куплена финансовая компания Heller Financial Inc., стоимость сделки составила 5,3 млрд.
Преемником Уэлча был назначен Джеффри Иммельт. Под его руководством в 2002 году было сделано несколько приобретений в медиа-секторе, включая Telemundo Communications Group (испаноязычную телевизионную сеть) и Bravo (кабельную сеть), в сумме эти две сделки обошлись почти 4 млрд долларов. Ещё 9 млрд долларов в этом году было потрачено на промышленные приобретения, в частности BetzDearborn (производитель реактивов для очистки воды) и Interlogix (электронные системы безопасности). В 2003 году было сделано несколько крупных приобретений в подразделении медицинского оборудования (которое ранее возглавлял Иммельт), в частности финская компания Instrumentarium (за 2,3 млрд долларов) и британская Amersham (за 9,5 млрд долларов). После этого штаб-квартира подразделения GE Healthcare была перенесена в Великобританию. Но крупнейшей сделкой 2003 года (14 млрд долларов) стала покупка американского отделения французской компании Vivendi, главным активом которого была киностудия Universal Pictures. В мае 2004 года был сформирован медиаконгломерат NBCUniversal. В то же время GE постепенно распродавала низкорентабельный страховой бизнес, часть страховых активов была выделена в компанию Genworth Financial.
В 2007 году авиационное подразделение было дополнено покупкой Smiths Aerospace (за 4,8 млрд долларов), а нефтегазовое подразделение — покупками компаний Vetco Gray и Hydril Pressure & Control (в сумме за 3 млрд долларов). В 2008 году производство пластмасс было продано саудовской компании SABIC.
В 2009 году контрольный пакет акций (51 %) NBCUniversal был продан компании Comcast, в 2013 году были проданы и остальные акции. В 2010 году были куплены производитель газовых двигателей Dresser Inc. и британский производитель труб для нефтегазовой отрасли Wellstream, а в 2013 году — производитель насосов для нефтедобывающей отрасли Lufkin Industries. В 2014 году за 17 млрд долларов было куплено энергетическое подразделение французской группы Alstom. В 2015 году было продано портфолио недвижимости стоимостью 26,5 млрд долларов. Также в этом году было распродана значительная часть финансового подразделения, на высвобожденные средства было выкуплено собственных акций на сумму до 90 млрд долларов.
В 2016 году китайская компания Haier заплатила 5,4 млрд долларов за подразделение бытовой техники GE Appliances; оборот этого подразделения в 2014 году составил 5,9 млрд, в нём работало 12 тысяч человек, почти все в США. Оно стало отдельной структурой в составе группы Haier, его штаб-квартира осталась в Луисвилле (Кентукки).
В 2017 году нефтегазовое подразделение было объединено с компанией Baker Hughes. Эта компания стала частично контролируемой дочерней структурой GE (и одной из крупнейших нефтесервисных компаний в мире), сумма сделки оценивалась в 30 млрд долларов. Позже GE сократила свою долю до 34 %. В мае 2017 года было подписано соглашение с Саудовской Аравией стоимостью 15 млрд долларов; королевство было одним из крупнейших клиентов компании.
В середине 2018 года компания объявила о намерении продать два подразделения, транспортное и медицинское. Покупателем транспортного бизнеса стала Wabtec Corporation, заплатившая 2,9 млрд долларов наличными и 24,9 % своих акций. Дочерняя компания BioPharma (часть медицинского подразделения) была продана Danaher Corporation за 21,4 млрд долларов, остальную часть подразделения планировалось выделить в самостоятельную компанию. 2018 финансовый год компания закончила, показав чистый убыток более 22 млрд долларов, в основном это было связано со списанием нематериальных активов в энергетическом подразделении. Обвинения в адрес компании касательно искажений в бухгалтерской отчётности выдвигались ещё во времена Уэлча (в 2001 году), по мнению судебного бухгалтера Гарри Маркополоса (раскрывшего аферу Бернарда Мейдоффа), компания скрывает ещё 38 млрд долларов убытков фальсифицированной отчётностью (в частности недостаточными резервами по пенсионному страхованию).
В 2020 году подразделение осветительного оборудования было продано компании Savant Systems.
В марте 2022 года компания объявила о приостановке деятельности на российском рынке из-за вторжения России на Украину.
В начале 2023 года подразделение медицинского оборудования было преобразовано в самостоятельную компанию GE HealthCare, акции которой были размещены на бирже Nasdaq. В апреле 2024 года из оставшихся подразделений было сформировано две независимые компании: GE Aerospace (авиадвигатели) и GE Vernova (энергетическое оборудование), их акции начали котироваться на Нью-Йоркской фондовой бирже.

## Руководство
Начиная с 1913 года пост председателя совета директоров и главного исполнительного директора занимает один человек; до 1967 года параллельно существовал пост президента компании.
Хронология руководства:
- 1913—1922 — Чарльз Коффин (Charles A. Coffin, 1844—1926) — первый президент и CEO компании с 1892 по 1913 год, первый председатель совета директоров, благодаря большому пакету акций компании стал одним из самых богатых людей в мире.
- 1922—1939, 1942—1945 — Оуэн Янг (Owen D. Young, 1874—1962) — также основатель и первый председатель RCA, член совета попечителей Фонда Рокфеллеров, советник пяти президентов США, автор Плана Юнга.
- 1940—1942, 1945—1958 — Филип Рид (Philip D. Reed, 1899—1989) — в компании работал с 1926 года, с 1942 по 1945 год был в Совете военного производства.
- 1958—1963 — Ральф Кординер (Ralph J. Cordiner, 1900—1973) — с 1950 по 1958 год был президентом компании.
- 1963—1972 — Джеральд Филлипп (Gerald L. Phillippe)
- 1967—1972 — Фред Борч (Fred J. Borch, 1910—1995) — также был последним президентом компании с 1963 по 1967 год.
- 1972—1981 — Реджинальд Джоунз (Reginald H. Jones, 1917—2003) — начиная с 1939 года вся карьера прошла в GE.
- 1981—2001 — Джек Уэлч (Jack Welch, 1935—2020) — в компании с 1960 года.
- 2001—2017 — Джеффри Иммельт (Jeff Immelt, род. 19 февраля 1956 года) — в компании с 1982 года.
- 2017—2018 — Джон Фланнери[англ.] (John Flannery, род. в 1962 году) — в компании с 1987 года.

Действующее руководство:
- Лоренс Калп мл. (H. Lawrence Culp Jr., род. в 1964 году) — председатель совета директоров и CEO с октября 2018 года, член совета директоров с апреля 2018 года, глава авиационного подразделения. Также член совета директоров T. Rowe Price (с 2015 года), старший лектор Гарвардской школы бизнеса (с 2015 года), старший советник Bain Capital Private Equity. С 2000 по 2014 год возглавлял Danaher Corporation[англ.]. Образование — Вашингтонский колледж и Гарвардская школа бизнеса[1].
- Виктор Эбейт (Vic Abate) — старший вице-президент и глава отдела ветряных турбин с 2015 года.
- Джейми Миллер (Jamie S. Miller) — главный финансовый директор и старший вице-президент с 2017 года, в компании с 2008 года, ранее работала в Anthem, Inc. и PricewaterhouseCoopers.
- Рагу Кришнамоорти (Raghu Krishnamoorthy) — глава кадровой службы с 2017 года.
- Майкл Холстон (Michael J. Holston) — старший вице-президент, юрисконсульт и секретарь компании с 2018 года, до этого работал в Мерк и Ко. (2012—2018) и Hewlett-Packard Company (2007—2012)
- Киран Мёрфи (Kieran Murphy) ) — старший вице-президент, глава подразделений здравоохранения с 2018 года.
- Джером Пекресс (Jerome Pecresse) — старший вице-президент, глава подразделения возобновляемой энергетики с 2018 года, в компанию попал с покупкой Alstom, где он был вице-президентом.
- Рассел Стоукс (Russell Stokes) — старший вице-президент, глава энергетического подразделения с 2018 года.
- Скотт Стразик (Scott Strazik) — старший вице-президент, глава отдела газовых турбин с 2019 года.
- Томас Тимко (Thomas Timko) — вице-президент, контролёр и главный бухгалтер с 2018 года, ранее работал в General Motors[1].
- Томас Хортон (Thomas Horton) — ведущий независимый директор с 2018 года; ранее был председателем правления American Airlines (2010—2014) и главным финансовым директором AT&T (2002—2006).
- Себастьян Базен (Sebastien Bazin) — независимый директор с 2016 года, также возглавляет компанию AccorHotels (французская сеть отелей).
- Франсиско д’Соуса (Francisco D’Souza) — независимый директор с 2013 года, также CEO компании Cognizant Technology Solutions Corporation (информационные технологии).
- Эдуард Гарден (Edward Garden) — независимый директор с 2017 года.
- Риса Лавиццо-Моури (Risa Lavizzo-Mourey) — независимый директор с 2017 года.
- Кэтрин Лесяк (Catherine Lesjak) — независимый директор с 2019 года, ранее работала в Hewlett-Packard Company.
- Паула Рейнольдс (Paula Reynolds) — независимый директор с 2018 года, также президент консультационной фирмы PreferWest LLC.
- Лесли Сидман (Leslie Seidman) — независимый директор с 2018 года, ранее работала в JPMorgan Chase.
- Джеймс Тиш (James Tisch) — независимый директор с 2010 года, также президент и CEO корпорации Loews (с 1998 года).
- Стивен Уинокер (Steven Winoker) — вице-президент, глава службы по связям с инвесторами с 2018 года[1].

## Деятельность
Подразделения по состоянию на 2022 год:
- Аэрокосмическое — производство и обслуживание двигателей для гражданских и военных самолётов; 45 тыс. сотрудников, выручка $26,1 млрд, штаб-квартира в Цинциннати.
- Энергетика (Power) — производство газовых турбин, оборудования для тепловых и атомных электростанций, а также для линий электропередач, обслуживание электростанций, производство моторов, генераторов, средств по автоматизации и контролю производства; совместные предприятия с Hitachi и Toshiba производят атомные реакторы; 32 тыс. сотрудников, выручка $16,3 млрд сотрудников, штаб-квартира в Скенектади.
- Возобновляемая энергетика (Renewable Energy) — производство и обслуживание оборудования для ветряных электростанций и гидроэлектростанций, а также для электросетей; 36 тыс. сотрудников, выручка $13,0 млрд, штаб-квартира в Париже.
- Здравоохранение (Healthcare) — производство диагностического оборудования, фармацевтика; 49 тыс. сотрудников, выручка $18,5 млрд, штаб-квартира в Чикаго, с 2023 года самостоятельная компания.

На США приходится 43 % выручки, далее по значимости следуют Европа (21 %), Китай (8 %), остальная Азия (11 %), Ближний Восток и Африка (9 %), остальная Америка (8 %). Основная часть активов приходится на США (68 %), далее следуют Европа (20 %), Азия (6 %), остальная Америка (3 %). 4 % продаж приходятся на госструктуры США, ещё 3 % составляет авиационная продукция оборонного назначения.
Производственные мощности компании насчитывают 75 заводов в США и 130 заводов в 32 других странах. Кроме этого General Electric участвует в нескольких совместных предприятиях:
- CFM International — партнёр Safran, выпуск авиационных двигателей CFM56 и LEAP;
- Engine Alliance — партнёр Raytheon Technologies, выпуск авиадвигателей GP7200;
- GE Honda Aero Engines[англ.] — партнёр Honda, выпуск авиадвигателей HF120.

В списке крупнейших публичных компаний в мире Forbes Global 2000 за 2022 год General Electric заняла 224-е место. В списке крупнейших компаний США по размеру выручки Fortune 500 заняла 48-е место.
|                        | 2001…  | 2006…  | 2011  | 2012  | 2013  | 2014  | 2015   | 2016  | 2017   | 2018   | 2019   | 2020  | 2021   | 2022  | 2023  |
| ---------------------- | ------ | ------ | ----- | ----- | ----- | ----- | ------ | ----- | ------ | ------ | ------ | ----- | ------ | ----- | ----- |
| Оборот                 | 126,4… | 151,6… | 146,5 | 146,7 | 146,0 | 116,4 | 115,2  | 119,5 | 118,2  | 121,6  | 95,21  | 75,83 | 74,20  | 76,56 | 67,95 |
| Чистая прибыль         | 13,68… | 20,74… | 14,15 | 13,64 | 13,06 | 15,15 | -6,320 | 7,500 | -8,484 | -22,36 | -4,979 | 5,703 | -6,520 | 0,225 | 9,186 |
| Активы                 | 495,0… | 697,3… | 718,0 | 685,0 | 656,6 | 654,0 | 489,1  | 359,1 | 369,2  | 309,1  | 266,0  | 256,2 | 198,9  | 187,8 | 163,0 |
| Сотрудников, тыс. чел. | 219…   | 319…   | 301   | 305   | 307   | 305   | 333    | 295   | 313    | 283    |        |       |        | 172   | 125   |

## Акционеры
Акции General Electric котировались на Нью-Йоркской фондовой бирже, на конец 2022 года компанией было выпущено 1,089 млрд акций, их общая стоимость (рыночная капитализация) на март 2023 года составляла 98,4 млрд долларов. Из общего числа акций 72 % принадлежало институциональным инвесторам, крупнейшими из них были Capital Group Companies (11,6 %), The Vanguard Group (8,0 %), T. Rowe Price (6,3 %), BlackRock (6,2 %), FMR LLC (5,5 %), State Street Corporation (3,8 %), Dodge & Cox (3,4 %), Geode Capital Management (1,7 %).

## Дочерние компании
Основные дочерние компании по состоянию на конец 2018 года:
- США:
  - Вермонт: IDX Systems Corporation
  - Висконсин: GE Medical Systems Information Technologies, Inc.
  - Делавэр: Baker Hughes, a GE company, LLC (50 %); Bently Nevada, LLC (50 %); CALGEN Holdings, Inc.; Cardinal Cogen, Inc.; Datex-Ohmeda, Inc.; Dresser, LLC (50 %); FieldCore Service, Inc.; GE Aero Energy Power, LLC; GE Albany US Holdings LLC; GE Aviation Systems North America LLC; GE Canada Holdings, Inc.; GE Capital Fleet Services International Holdings, LLC; GE Capital Global Holdings, LLC; GE Digital Holdings LLC; GE Drives & Controls, Inc.; GE Energy Parts, Inc.; GE Energy Power Conversion USA Inc.; GE Energy Services, Inc.; GE Energy (USA), LLC; GE Engine Services, LLC; GE Engine Services — Dallas, LP; GE Engine Services Distribution, L.L.C.; GE Engine Services — Miami, Inc.; GE Engine Services UNC Holding I, Inc.; GE Europe Holdings LLC; GE Financial Assurance Holdings, LLC; GE France Financial Holdings, LLC; GE Gas Turbines (Greenville) L.L.C.; GE Global Sourcing LLC; GE Healthcare USA Holding LLC; GE Holdings (US), Inc.; GE Infrastructure, LLC; GE Infrastructure Technology International LLC; GE Intelligent Platforms, Inc.; GE Investments, LLC; GE Maintenance Services, Inc.; GE Media Holdings, Inc.; GE Medical Systems Global Technology Company, LLC; GE Medical Systems, Inc.; GE Medical Systems, L.L.C.; GE Medical Systems, Ultrasound & Primary Care Diagnostics, LLC; GE Military Systems; GE Oil & Gas US Holdings I, Inc.; GE Packaged Power, Inc.; GE Packaged Power, L.P.; GE Renewables North America, LLC; GE Transportation Parts, LLC; GEAE Technology, Inc.; GENE Holding LLC; General Electric International, Inc.; General Electric International Operations Company, Inc.; GMC Consolidation LLC; Grid Solutions (U.S.) LLC; Inland Empire Energy Center, LLC; Inland Empire Holding Limited I, Inc.; MRA Systems, LLC; Nuclear Fuel Holding Co., Inc.; OEC Medical Systems, Inc.; Patent Licensing International, Inc.; Power Holding LLC; Reuter-Stokes, LLC (50 %); Ropcor, Inc.; Unison Industries, LLC; Viceroy, Inc.
  - Коннектикут: Druck, LLC (50 %); GE Capital Global Financial Holdings, LLC
  - Техас: GE Oil & Gas Pressure Control LP (50 %)
- Ангола: GE Oil & Gas Angola, Limitada (50 %)
- Багамские Острова: General Electric Foreign Sales Corporation
- Бельгия: GE Healthcare BVBA
- Бермуды: General Electric (Bermuda) Ltd.; General Electric Services (Bermuda) Ltd.; Panametrics Limited (50 %)
- Бразилия: GE Celma LTDA; GE Energias Renovaveis Ltda. (75 %);
- Великобритания: ALSTOM UK Holdings Ltd.; GE Aviation Systems Group Limited; GE Aviation UK; GE Caledonian Limited; GE Capital UK Finance; GE Druck Holdings Limited (50 %); GE Energy Power Conversion UK Holdings Limited; GE Healthcare Limited; GE Industrial Consolidation Limited; GE Infrastructure Aviation; GE Inspection and Repair Services Limited; GE UK Group; GE UK Holdings; GEH HOLDINGS; GENERAL ELECTRIC ENERGY UK LIMITED; International General Electric (U.S.A.); One GE Healthcare UK; PII Limited (50 %); Whatman Limited
- Венгрия: GE Hungary Kft.
- Германия: Concept Laser GmbH (75 %); GE Energy Power Conversion GmbH; General Electric Deutschland Holding GmbH
- Дания: LM Wind Power Holding A/S
- Ирландия: GE Financial Funding Unlimited Company; GE Financial Ireland Unlimited Company; GE Treasury Services Industrial Ireland Limited
- Италия: GE Italia Holding S.r.l.; GE LIGHTING SYSTEMS S.R.L.; Nuovo Pignone Holding S.p.a. (50 %); Nuovo Pignone International S.r.l. (50 %)
- Канада: General Electric Canada Company; General Electric Canada Holdings Company
- Люксембург: GE Healthcare European Holdings SARL; GE HOLDINGS LUXEMBOURG & CO S.a.r.l.; General Electric International Japan Investments I SARL; General Electric Services Luxembourg SARL
- Мексика: GE Mexico, S.A. de C.V.
- Нидерланды: GE Albany C.V.; GE Albany Global Holdings BV; GE Energy Europe B.V. (50 %); GE Energy Netherlands, B.V.; GE Grid Alliance B.V.; GE Grid Solutions UK B.V.; GE Japan Investments Coöperatief U.A.; GE Pacific Holdings II B.V.; GE Power Netherlands B.V.; GE Renewable Holding B.V.; General Electric Europe Holdings C.V.; General Electric Financing C.V.; General Electric International (Benelux) B.V.
- Норвегия: Amersham Health Norge AS; GE Healthcare AS; GE Healthcare Holding Norge AS; GE Healthcare Norge AS
- Пуэрто-Рико: Caribe GE International of Puerto Rico, Inc.
- Сингапур: GE Pacific Holdings Pte. Ltd.; GE Pacific Private Limited; GE Repair Solutions Singapore Pte. Ltd.
- Финляндия: GE Healthcare Finland Oy
- Франция: ALSTOM Power Systems; GE Energy Power Conversion Group; GE Energy Products France SNC; GE France; GE Medical Systems Societe en Commandite Simple; GE WIND France SAS; GEAST SAS; Grid Solutions SAS
- Швейцария: GE Albany CH GmbH; GE Energy Switzerland GmbH; GE Global Parts & Products GmbH; General Electric (Switzerland) GmbH; General Electric Technology GmbH
- Швеция: GE Healthcare Bio-Sciences AB; GE Healthcare Life Sciences Holding AB; GE Healthcare Sweden Holding AB
- Япония: GE Healthcare Japan Corporation

- Исследовательский центр GE в Германии
- Завод GE Oil & Gas
- Исследовательский центр GE во Франции
- Исследовательский центр GE в штате Нью-Йорк
- Завод GE в Польше
- Завод GE Aviation в Венгрии
- Завод GE Healthcare в Висконсине
- Завод GE Healthcare в Норвегии

## Продукция

### Продукция гражданского назначения
- Электровоз PRR E44
- С (электровоз)

#### Турбореактивные двигатели
- J31[англ.] (для P-59 Airacomet и др.)
- J33[англ.] (для P-80 Shooting Star)
- J35[англ.] (для F-84 Thunderjet и F-89 Scorpion)
- J47 (Boeing B-47 Stratojet и др.)
- J79/CJ805 (B-58 Hustler и др.)
- J85/J610 (T-38 Talon/Learjet 23)

#### Лёгкие двигатели и двигатели с малой степенью двухконтурности
- CF700[англ.] (Learjet 23)
- General Electric F101 (B-1 Lancer)
- General Electric TF34/CF34 (S-3 Viking и др.)
- F404 (F/A-18 Hornet)
- F110 (F-14B/D Super Tomcat и др.)
- F118 (Lockheed U-2 и др.)
- YF120[англ.] (Lockheed YF-22 и др.)
- CFE738[англ.] (для Dassault Falcon 2000)
- F412 (F/A-18 Hornet)
- F414[англ.] (F/A-18E/F Super Hornet)
- F136[англ.] (F-35 Lightning II)
- HF120[англ.] (Honda HA-420 HondaJet и др.)

#### Турбовентиляторные двигатели с высокой степенью двухконтурности
- TF39[англ.] (C-5A/B/C Galaxy)
- CF6 (Airbus А300, Boeing 747, 767)
- CFM56/F108 (Airbus А320, 340; Boeing 737, KC-135R Stratotanker)
- GE90 (Boeing 777)
- GP7000 (Airbus A380)
- GEnx (Boeing 747-8, 787)

#### Турбовинтовые двигатели и двигатели с открытым вентилятором
- CT7[англ.] (AH-64 Apache и др.)
- GE36
- T407[англ.] (Sikorsky CH-53K)
- T31[англ.] (XF2R Dark Shark и др.)
- Walter M601[англ.] (Let L-410 Turbolet и др.)

#### Турбовальные двигатели
- T58[англ.] (SH-3 Sea King и др.)
- T64[англ.] (CH-53E Super Stallion и др.)
- T700/CT7[англ.] (AH-64 Apache и др.)
- GE38[англ.] (Lockheed P-7 и др.)

#### Индустриальные двигатели
- LM500
- LM1600[англ.]
- LM2500
- LM6000[англ.]
- LMS100[англ.]

#### Для автомобилей
- LV100

#### Системы обработки данных
- GE-200 Series

### Продукция военного назначения
В структуре General Electric помимо центрального офиса существовало семь структурных подразделений (в форме корпораций, департаментов, подразделений, секций и др.), обслуживавших военные и другие федеральные правительственные заказы:
- General Electric Company, Санта-Барбара, Калифорния — центральный офис;
- Appollo and Ground Systems Dept, Дейтона-Бич, Флорида — подразделение космических аппаратов программы «Аполлон», систем наземного обеспечения и управления полётов;
- Battery Products Section Гейнсвилл, Флорида; Фитчбург, Массачусетс — подразделение аккумуляторных батарей;
- Aircraft Engine Corporation, Вест-Линн, Массачусетс — подразделение авиадвигателей;
- Ordnance Systems, Питсфилд, Массачусетс — подразделение ракетно-артиллерийского вооружения;
- Aerospace Instruments and Control Systems Dept, Уилмингтон, Массачусетс; Скенектади, Нью-Йорк; Сиракьюс, Нью-Йорк — подразделение авиационно-космической аппаратуры и систем управления полётом;
- Re-Entry and Environmental Systems Division, Филадельфия, Пенсильвания — подразделение головных частей баллистических ракет, спускаемых аппаратов, авиационно-космических систем кондиционирования воздуха, герметизации и наддува кабины экипажа;
- Armament & Electrical Systems Department, Берлингтон, Вермонт — подразделение стрелкового вооружения и электромеханических приводов управления им;

- Aircraft Equipment Division (AED), Берлингтон, Вермонт — подразделение авиационного вооружения, многоствольных систем, турелей.

Стрелковое оружие
- EX-28 — 30-мм автоматическая пушка для плавающей бронетехники, прототип[35]
- EX-29 (Mk 29) — 20-мм автоматическая пушка для плавающей бронетехники типа LVTP-7[36]
- GE-120B — 20-мм автоматическая пушка для плавающей бронетехники, прототип[36]
- GAU-10/A — 12,7-мм авиационный пулемёт
- GE-127A и GE-127B — 27,5-мм автоматическая пушка для бронетехники, прототип[37]

Многоствольные системы (оружие с вращающимся блоком стволов)
- M61 Vulcan — 20-мм шестиствольная авиационная пушка[38]
- M134 Minigun — 7,62-мм шестиствольный авиационный пулемёт[39][40]
- XM214 Microgun — 5,56-мм шестиствольный авиационный пулемёт, прототип[41]
- M163 VADS — 20-мм шестиствольный зенитный автомат[42]
- GAU-7/A[англ.] — 20-мм шестиствольная авиационная пушка для самолётов[43]
- GAU-8/A Avenger — 30-мм семиствольная авиационная пушка для самолётов[44]
- GAU-12/U Equalizer[англ.] — 25-мм пятиствольная авиационная пушка для самолётов[45]
- GAU-13/A[англ.] — 30-мм четырёхствольная авиационная пушка для самолётов, прототип[46]
- GAU-19/A (GE CAL 50) — 12,7-мм трёхствольный авиационный пулемёт для вертолётов[39][47]
- Mk 15 CIWS — 20-мм шестиствольный корабельный зенитный артиллерийский комплекс[48]

Турели
- Пулемётные башни и турели для плавающих бронетранспортёров LVTP-7
- Турели вертолётные для ударных вертолётов AH-1J
- Системы загрузки-выгрузки боеприпасов для самолётов A-7, F4E, F-14, F-15, F-111, A-10

Бронетехника
Военная авиация
Ракетное вооружение
Торпедное вооружение
- Mk VI exploder — торпедный взрыватель, разработанный в 1926 году[49]

Корабельное вооружение
- EX-84 — универсальный вращающийся станок для ракетно-артиллерийского вооружения кораблей малого водоизмещения и десантно-высадочных средств (ORD)[50]

Радиоэлектронное оборудование
Автоматизированные системы управления войсками (АСУВ)
Боевые информационные системы (БИУС)
- AEGIS

Системы управления огнём (СУО)
- Mk 74 (ORD)

Ядерное и термоядерное оружие
- Изготовлением ядерных боевых частей бомб и ракет на основе оружейного плутония с 1949 по 1965 гг. занимался Хэнфордский оружейный завод (Hanford Works) в Ричленде, штат Вашингтон[6];
- Производство нейтронных генераторов частиц и других необходимых средств производства ЯО было организовано на Пинелласском заводе[англ.] (Pinellas Plant) близ Сент-Питерсберга, штат Флорида[51];
- Научно-исследовательские и опытно-конструкторские работы военной тематики осуществлялись в Стэнфордском центре линейных ускорителей в Стэнфорде, штат Калифорния,[51] и в Кноллской лаборатории атомной энергетики[англ.] в Нискейуне, штат Нью-Йорк[52];
- Ряд других объектов по обогащению урана и плутония[53].

Все указанные предприятия и учреждения являлись объектами частного пользования с государственной формой собственности (GOCO) в ведении Комиссии по атомной энергии США, где GE выступала бессменным подрядчиком указанной структуры по эксплуатации данных объектов.